# بیمارستان شهید منوچهر ایرانپور (امیدیه)
بیمارستان شهد منوچهر ایرانپور امیدیه واقع در شهر امیدیه شهرستان امیدیه بیمارستانی است درمانی و وابسته به بهداشت و درمان صنعت نفت آغاجاری با ۳۲ تخت ثابت؛ و دارای بخش‌های اورژانس، اطفال، داخلی و کلیه بخش‌های پاراکلینیک و درمانگاهی می‌باشد.